# ماثيو تالبوت
ماثيو تالبوت (بالإنجليزية: Matthew Talbot)‏ هو سياسي أمريكي، ولد في 1762 في مقاطعة بيدفورد في الولايات المتحدة، وتوفي في 17 سبتمبر 1827 في واشنطن في الولايات المتحدة. حزبياً، نشط في الحزب الجمهوري الديمقراطي. وقد انتخب حاكم جورجيا ‏ وانتخب عضو مجلس نواب جورجيا.